# كارمين فورست
كارمين فورست (بالإنجليزية: Carmen Forest)‏ (21 أبريل 1955 - ) هي لاعبة كرة يد أمريكية. شاركت في الألعاب الأولمبية الصيفية 1984.

## وصلات خارجية
- كارمين فورست على موقع أوليمبيديا (الإنجليزية)